# Basile Ier de Trébizonde
Basile Ier de Trébizonde ou Basile Ier Grand Comnène (mort le 6 avril 1340) est empereur de Trébizonde d'août 1332 à sa mort en avril 1340.

## Biographie
Basile est le plus jeune fils de l'empereur Alexis II de Trébizonde et de sa femme Djiadjak Jaqeli. Quand son frère aîné Andronic III devient empereur en 1330 et tue deux de ses frères (Georges et Michel), Basile s'enfuit à Constantinople.
Après la mort d'Andronic en janvier 1332 et durant le règne de son jeune fils Manuel II, le parti pro-byzantin appelle Basile à prendre le trône. En septembre 1332, Manuel est déposé et envoyé dans un monastère, pendant que Basile est couronné empereur. Ce dernier épure la cour de tous les partisans de son frère et de Manuel, mais il nomme un certain Jean au titre de mégaduc. Celui-ci se révolte pourtant en faveur du rétablissement de Manuel. Cependant, la révolte est écrasée et, pour prévenir toute nouvelle révolte, Manuel est tué en 1333, certainement sur un ordre de Basile.
Au lieu de mettre fin aux conflits entre les factions de Trébizonde, il les a encouragés. Les nobles au sein de l'empire ont commencé à agir en princes quasi indépendants, régnant sur leur propre territoire, ce qui aboutit rapidement à une situation anarchique. Pendant ce temps, Basile en vient rapidement à se faire détester. Les Scholarioi, la milice de la capitale, sont de plus en plus mécontents, surtout que Basile demande à des soldats étrangers d'assurer sa protection — ces derniers atteignant rapidement un fort niveau d'impopularité du fait de leur arrogance et de la corruption. Son impopularité est telle que la population voit dans une éclipse solaire un signe de la colère divine. L'empereur est forcé de trouver refuge dans la citadelle très vite assiégée.
À la suite de cet épisode de vindicte populaire, Basile forme une alliance par mariage avec Andronic III Paléologue, l'empereur byzantin, en épousant la fille illégitime de celui-ci, Irène. Très rapidement, cependant, les relations entre les deux se détériorent. Basile prend une maîtresse dénommée Irène elle aussi, avec laquelle il engendre quatre enfants. Le divorce avec Irène Paléologue reste incertain, mais une lettre du patriarche de Constantinople, Jean XIV Kalékas, au métropolite de Trébizonde, probablement un dénommé Grégoire dont André Libadenos fait mention aux alentours de 1336-1340, le réprimande lui et tous les autres clercs de Trébizonde pour avoir permis à l'empereur de déroger aux principes religieux. Kalékas, à la fin de sa lettre, ordonne au métropolite de régler le problème car une telle situation entache l'image de l'Église. Le clergé local se contente cependant d'affirmer qu'il ne fait que soutenir la princesse légitime qui s'appelle Irène (sans préciser laquelle).
Les Turcs profitent de l'affaiblissement de l'empire pour assiéger Trébizonde, sans succès.
Basile meurt le 6 avril 1340, vraisemblablement empoisonné par sa femme Irène Paléologue, qui lui succède rapidement sur le trône.

## Union et postérité
Basile a eu quatre enfants avec sa femme Irène de Trébizonde :
- Alexis (1337-1349) ;
- Jean, plus tard renommé Alexis III (1338-1390) ;
- Marie, qui se marie avec le beg Fahreddin Kutlug ;
- Théodora, qui épouse Hajji 'Umar, émir de Chalybia.

Il n'a eu aucun fils avec sa première femme Irène Paléologue.